# 韋爾斯鎮區 (堪薩斯州馬歇爾縣)
韋爾斯鎮區（英語：Wells Township）為美國堪薩斯州馬歇爾縣轄下的鎮區。2010年美国人口普查中此鎮區人口有120人。

## 地理
韋爾斯鎮區涵蓋總面積為97.8平方（37.78平方英里），其中陸地面積為97.6平方（37.67平方英里），水域面積為0.28平方（0.11平方英里）或0.29%。海拔高度421（1,381英尺）。

## 人口統計
根據2010年美國人口普查，韋爾斯鎮區人口有120人，其中男性有68人，女性有52人，人口密度為每平方公里1.23人，住房計50戶。鎮區內的白人有119人，非裔美國人有0人，美洲原住民有0人，亞裔美國人有0人，太平洋島裔美國人有0人，其他種族有0人，混血種族則有1人。此外鎮區內有5人為西班牙裔或拉丁裔美國人。此鎮區之年齡中位數為46歲，而男性年齡中位數為44歲，女性年齡中位數為46.7歲。

## 交通

### 主要公路
- 9號堪薩斯州州道